# Spineda
Spineda ist eine Gemeinde (comune) in der Provinz Cremona in der Lombardei, Italien, mit 601 Einwohnern (Stand 31. Dezember 2023). Die Gemeinde liegt etwa 39 Kilometer ostsüdöstlich von Cremona.